# Jaz dwupoziomowy

jaz dwupoziomowy

Jaz dwupoziomowy (jaz dwupiętrowy, jaz z belką piętrzącą) – jaz, w którym zastosowano dwa rodzaje urządzeń upustowych z zamknięciami, położonymi jeden pod drugim na dwóch poziomach, rozdzielonych belką piętrzącą (częścią korpusu jazu). Górny poziom stanowi przelew, który może być wyposażony w wybrany rodzaj zamknięć, lub stanowić jaz stały. Dolne urządzenie upustowe stanowi spust wyposażony w odpowiedniego rodzaju zamknięcia. Oba poziomy urządzeń upustowych są umieszczone w jednym bloku budowli piętrzącej. Takie rozwiązanie stosowane jest np. jako element przelewowo-spustowy zapór ziemnych. Przykładem zastosowania takiego rozwiązania w Polsce jest jaz stanowiący element upustowy zapory zbiornika zaporowego Jeziorsko na Warcie, w którym jako zamknięcie górne przelewu zastosowano klapy, a jako dolne – segmenty.